# Ferme-distillerie du Petit-Fahys
La ferme-distillerie du Petit-Fahys est une ferme située à Fougerolles-Saint-Valbert, en France.

## Localisation
La ferme est située sur la commune de Fougerolles-Saint-Valbert, dans le département français de la Haute-Saône.

## Historique
L'édifice est inscrit au titre des monuments historiques en 1984.